# Powieść kryminalna

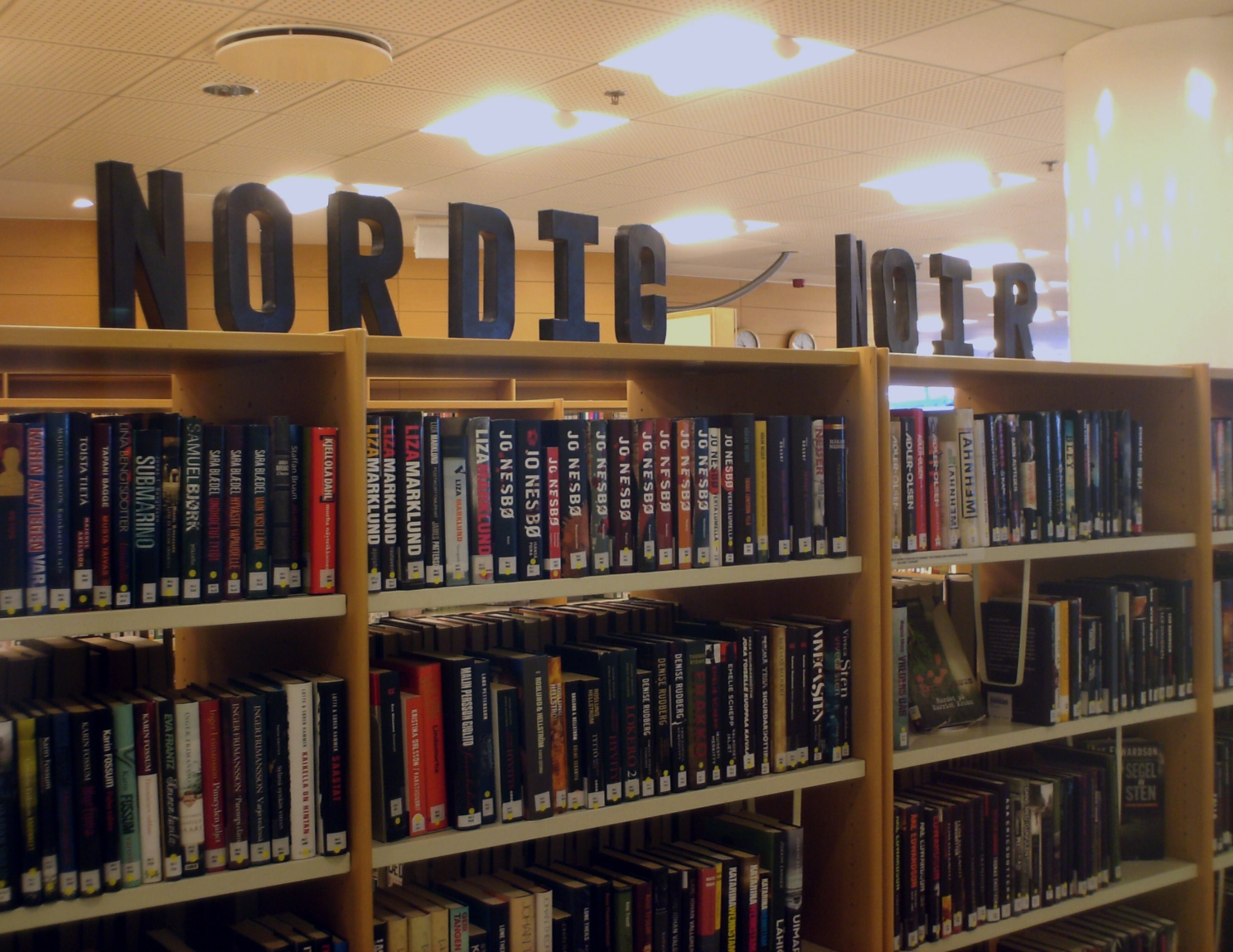
Powieści kryminalne

Powieść kryminalna – odmiana powieści charakteryzująca się fabułą zorganizowaną wokół zbrodni, okoliczności dojścia do niej, dochodzenia oraz ujawnienia osoby sprawcy. Współcześnie, w najbardziej zasadniczym podziale, przyjmuje się, że powieść kryminalna dzieli się na cztery pododmiany.

## Pododmiany
Określić można cztery podstawowe pododmiany powieści kryminalnej:
- Pododmiana sensacyjno-awanturnicza (powieść sensacyjno-awanturnicza). Była tworzona głównie w I poł. XX w. we Francji i Anglii. W Polsce ten typ literatury pojawił się w dwudziestoleciu międzywojennym. Oprócz eksponowania wątku przestępstwa, duży nacisk kładzie się w niej na niezwykłe przygody bohaterów, w tym także na przygody miłosne. Główni bohaterowie są często wytwornymi dżentelmenami balansującymi na granicy prawa lub też otwarcie stojącymi z nim w konflikcie.
- Pododmiana detektywistyczna. Powieść detektywistyczna swoje triumfy święciła w okresie międzywojennym. Wśród utworów tej pododmiany na plan pierwszy wysuwa się postać detektywa, który działa z ramienia prawa, jak np. komisarz Maigret z powieści Georges’a Simenona lub też – taka sytuacja w powieści detektywistycznej występuje częściej – postać detektywa amatora (jak np. Sherlock Holmes znany z powieści i opowiadań Arthura Conana Doyle’a lub ojciec Brown – ksiądz-detektyw postać stworzona przez Gilberta Chestertona – czy Braciszek Cadfael opisany przez Edith Pargeter). Bohater lub bohaterka prowadzi śledztwo posługując się zwykle metodą dedukcji, tj. racjonalnego rozumowania polegającego na wyciąganiu wniosków z obserwacji. Logika jest najgroźniejszą bronią jaką wykorzystuje w walce o sprawiedliwość. Kontakty między sprawcą a detektywem często przybierają formę intelektualnej rozgrywki, której finezyjność jest istotą powieści detektywistycznej i stanowi o jej jakości.
- Czarny kryminał amerykański. Utwory z tego nurtu prezentują ponurą, „czarną” wizję świata, w której dobro i zło w czystej postaci w zasadzie nie istnieją. Cały świat jest skażony występkiem, prawie każdy ma coś w nim na sumieniu. Czarny kryminał polemizuje niejako z uładzoną i naiwną, przez co nieprawdziwą, wizją świata prezentowaną w powieści detektywistycznej. Nie jest to już wyłącznie zagadka kryminalna, ale historia poszerzona o wątki sensacyjne. Główny bohater nie rozwiązuje problemów wyłącznie dzięki dedukcji, ale poprzez osobiste zaangażowanie w dochodzenie i schwytanie przestępcy. Występujący tu detektyw nie jest już postacią jednoznacznie pozytywną. Często zamiast (lub obok) logicznego rozumowania posługuje się przemocą, nagina prawo, nie cofa się przed szantażem, biciem czy nawet mordowaniem. Jest niemalże tak plugawy jak świat, z którym przyszło mu się zmagać. Działając najczęściej w ramach prywatnych biur detektywistycznych, sytuuje się gdzieś pomiędzy dobrem a złem. Oscyluje między porządkiem prawnym a światem przestępczym. Działa jednak w imię sprawiedliwości, co sprawia, że jego postępowanie nie podlega łatwej ocenie moralnej. Standardy w tej odmianie powieści kryminalnej ustaliła w latach 30. i 40. XX w. trójka pisarzy amerykańskich: Dashiell Hammett, autor Sokoła maltańskiego, w którym główną rolę odgrywa prywatny detektyw Sam Spade, oraz Raymond Chandler i Ross Macdonald, którzy wzorując się na Hammecie stworzyli klasyczne postacie prywatnych detektywów Philipa Marlowe’a oraz Lwa Archera (nazwisko Archer pojawia się w Sokole maltańskim – tak nazywał się wspólnik Spade’a, zamordowany na początku powieści).
- Pododmiana milicyjna (powieść milicyjna). Rozwijana wyłącznie w krajach obozu socjalistycznego. Łączyła elementy kryminału sensacyjnego, detektywistycznego oraz pewne cechy socrealistycznej powieści tendencyjnej. Przedstawiony w powieściach świat był wyidealizowaną wizją socjalizmu, w którym działania śledcze funkcjonariuszy milicji niezmiennie prowadziły do schwytania przestępcy. Fabuła opierała się na żmudnym dochodzeniu, w którym eksponowana była instytucja milicji, przez co opowiadane historie przypominają raczej hymn wznoszony na cześć systemu, niż choćby prawdopodobny scenariusz kryminalnych wydarzeń. Powieść milicyjna charakteryzuje się dodatkowo schematycznością fabuły i słabym zindywidualizowaniem postaci. Sztampa i uproszczenia powieści milicyjnej są środkiem realizacji propagandowych celów tej pododmiany powieści kryminalnej, której początki sięgają końca stalinizmu, tj. roku 1955, a koniec przypada na rok 1989. W Polsce dużą popularnością cieszyły się książki Zygmunta Zeydlera-Zborowskiego, autora m.in. Czarnego mercedesa, oraz Jerzego Edigeya, autora Wagonu pocztowego GM 38552. Do dużej popularności tej odmiany powieści kryminalnej przyczyniła się seria zeszytowa Ewa wzywa 07. Niektóre ze 146 zeszytów stały się bazą scenariuszową dla cieszącego się dużą popularnością telewizyjnego serialu 07 zgłoś się.

## Przykłady
- Arthur Conan Doyle (seria o Sherlocku Holmesie)
- Ian Fleming (seria o Jamesie Bondzie)
- powieści Agathy Christie
- powieści Raymonda Chandlera (seria z Philipem Marlowe’em)
- powieści P.D. James o Adamie Dalglieshu
- powieści Johna Dicksona Carra (szczególnie znane z często pojawiającego się motywu zamkniętego pokoju)
- Dashiell Hammett (Sokół maltański)
- powieści Georges’a Simenona o komisarzu Maigret
- powieści szwedzkiej pary autorskiej Sjöwall i Wahlöö z głównym bohaterem Martinem Beckiem
- Harlan Coben (Nie mów nikomu)
- Mario Puzo (Ojciec chrzestny)
- Erle Stanley Gardner (m.in. cykl o Perrym Masonie)
- Ruth Rendell (seria z insp. Wexfordem)
- Henning Mankell (seria z komisarzem Kurtem Wallanderem)
- Joe Alex
- Ian Rankin (seria z Johnem Rebusem, m.in. Supełki i krzyżyki)